# Office of Technology Assessment
Das Office of Technology Assessment (OTA) war eine Einrichtung der Vereinigten Staaten, die die Mitglieder und Gremien des US-Kongresses in wissenschaftlichen und technischen Fragen beriet. 
OTA bestand von 1972 bis 1995 und ist von der Art der wissenschaftlichen Aufgaben mit dem Büro für Technikfolgen-Abschätzung beim Deutschen Bundestag, von der institutionellen Einbindung und Größe mit dem Wissenschaftlichen Dienst des Bundestages vergleichbar.
OTA wurde 1972 per Gesetz gegründet. Innerhalb von 24 Jahren wurden 750 Studien erstellt. Zum Zeitpunkt der Schließung im September 1995 zählte die Einrichtung 143 Beschäftigte und verfügte über ein Jahresbudget von 21,9 Millionen US-Dollar.